# Kameroense parlementsverkiezingen (1970)
| Stemverhoudingen in % |
| --------------------- |
|                       |

De Kameroense parlementsverkiezingen van 1970 vonden op 7 juni plaats. Het waren - na de fusie van de Union camerounaise (UC) en de Kamerun National Democratic Party (KNDP) tot de Union nationale camerounaise (UNC) in 1966 - de eerste verkiezingen op basis van een eenpartijstelsel. Alle 120 zetels gingen naar de eenheidspartij. De opkomst was 96,1%.

## Nationale Vergadering
| Partij                          | Partij                          | Zetels     | %    |
| ------------------------------- | ------------------------------- | ---------- | ---- |
|                                 | Union nationale camerounaise    | 120        | 100  |
| Totaal                          | Totaal                          | 120        | 100  |
| Geregistreerde kiezers/ opkomst | Geregistreerde kiezers/ opkomst | 2.928,.884 | 96,1 |
| Bron: AED                       |                                 |            |      |

Presidentsverkiezingen: 1965 · 1970 · 1975 · 1980 · 1984 · 1988 · 1992 · 1997 · 2004 · 2011 · 2018 · 2025

Parlementsverkiezingen: 1964 · 1973 · 1978 · 1983 · 1988 · 1992 · 1997 · 2002 · 2007 · 2013 · 2020

Referenda: 1972